# Puerto fluvial de Kiev
El Puerto fluvial de Kiev (en ucraniano: Київський річковий порт)  Es el principal puerto fluvial de Kiev, que se encuentra en la margen derecha del río Dnieper, en el barrio de Podil de esa ciudad capital de  Ucrania. 
Desde la antigüedad, el barrio de Podil era un importante centro comercial, sobre todo por las vías de agua. 
Alrededor del siglo XIX, los barcos de vapor comenzaron a navegar a lo largo del Dniéper, y una fila de muelles se construyeron a lo largo de la orilla derecha del río. 
El Puerto fluvial de Kiev cuenta con más de 20 amarres de barcos en el terraplén de varios kilómetros de largo, todos los cuales están reservados para los buques de pasajeros y de ocio. De abril a octubre, hay una navegación libre diaria en el puerto, facilitada por diversos operadores privados. 
En 1953-1961 una nueva terminal de pasajeros fue construida en la Plaza Poshtova por los arquitectos V. Gopkalo, V. Ładny, y otros. El edificio tiene una torre-mástil que se asemeja a una torre de barco de vapor.